# Linia kolejowa Odessa Peresyp – Odessa Zastawa I
Linia kolejowa Odessa Peresyp – Odessa Zastawa I – linia kolejowa na Ukrainie łącząca stację Odessa Peresyp ze stacją Odessa Zastawa I. W całości położona jest w Odessie. Zarządzana jest przez Kolej Odeską (oddział ukraińskich kolei państwowych).
Linia na całej długości jest dwutorowa i zelektryfikowana.